# Unioniste du Sud

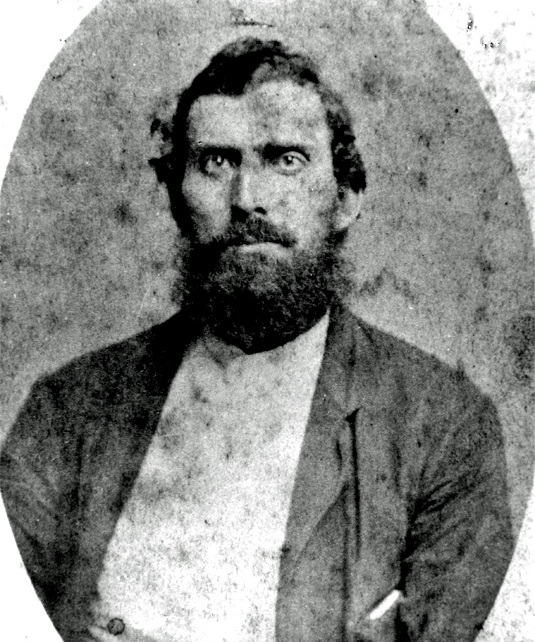
Newton Knight (Mississippi), chef de la Knight Company et l'un des fondateurs de l'État libre de Jones.

Aux États-Unis, les Unionistes du Sud étaient des sudistes blancs vivant dans les États confédérés d'Amérique et opposés à la sécession. Beaucoup se battirent pour l'Union lors de la guerre de Sécession. On les appelle également parfois Loyalistes du Sud, Loyalistes de l'Union, ou Loyalistes de Lincoln. Les pro-confédérés du Sud les qualifièrent de « conservateurs » (en référence aux loyalistes pro-Couronne de la Révolution américaine). Pendant la Reconstruction, ces termes furent remplacés par « scalawag » (ou « scallywag »), qui désignait tous les Blancs du Sud soutenant le Parti républicain.
Le Tennessee (en particulier l'Est du Tennessee), la Caroline du Nord et la Virginie (qui comprenait à l'époque la Virginie occidentale) abritaient les plus grandes populations d'unionistes. D'autres régions (principalement des Appalaches) avec une influence unioniste significative comprenaient le nord de l'Alabama, la Géorgie du Nord, l'ouest de la Caroline du Nord, le Texas Hill Country, le nord du comté de Loudoun en Virginie, l'État de Scott au Tennessee, l'État libre de Jones au Mississippi, le nord du Mississippi, le nord du Texas, les Ozarks de l'Arkansas et les montagnes de Boston dans l'Arkansas. Ces zones fournirent des milliers de volontaires au service militaire de l'Union. Les habitants de l'ouest de la Caroline du Nord, par exemple, formèrent leurs propres régiments loyalistes d'infanterie, de cavalerie et d'artillerie, tandis que les habitants de Virginie-Occidentale formèrent un nouvel État de l'Union admis en 1863.

## Description
Le terme Unioniste du Sud, et ses variantes, intègre un éventail de croyances et d'actions. Certains, comme le gouverneur du Texas, Sam Houston, exprimèrent clairement leur soutien aux intérêts du Sud, mais estimèrent que ces intérêts pourraient être mieux préservés en restant dans l'Union telle qu'elle existait. Certains unionistes s'opposèrent d'abord à la sécession (en particulier dans les États du Tennessee, de Caroline du Nord et de Virginie), mais par la suite, soit servirent activement et combattirent avec les armées confédérées, soit soutinrent la Confédération par d'autres moyens (économiques par exemple). D'autres refusèrent de se battre, allèrent vers le Nord ou y restèrent pour s'enrôler dans l'armée de l'Union, ou combattirent de manière non conventionnelle en tant que partisans dans le Sud. Certains restèrent au Sud et tentèrent de rester neutres. Le terme pourrait également être utilisé pour tout sudiste qui travaillât avec le Parti républicain ou le gouvernement de l'Union à quelque titre que ce soit après la fin de la guerre en 1865.
Une étude sur les unionistes du Sud en Alabama qui continuèrent à soutenir l'Union pendant la guerre révéla qu'ils étaient généralement des démocrates conservateurs « démodés », « Jackson », ou d'anciens Whigs, qui considéraient le gouvernement fédéral comme digne d'être défendu parce qu'il avait fourni des ressources économiques et une sécurité politique. Ils considéraient la sécession comme dangereuse, illégitime et contraire aux intentions des Pères fondateurs, et pensaient que la Confédération ne pouvait pas améliorer le gouvernement des États-Unis. Le désir de sécurité était une motivation pour les propriétaires d'esclaves unionistes, qui craignaient que la sécession ne provoque un conflit entraînant la perte de leurs esclaves ; cependant certains déclarèrent qu'ils préféreraient abandonner l'esclavage plutôt que dissoudre l'Union. Les idéaux sudistes d’honneur, de famille et de devoir étaient autant importants pour les unionistes que pour leurs voisins pro-sécessionnistes. Ils pensaient cependant que se rebeller contre les États-Unis, pour lesquels beaucoup de leurs ancêtres s'étaient battus en 1776 et 1812, était un acte peu « viril » et déshonorant.

### Étude de Baggett
En 2003, l'historien James Alex Baggett dressa le profil de plus de 1 400 militants politiques du Sud (742 unionistes du Sud et 666 rédempteurs qui les ont finalement remplacés) dans trois régions (le Sud supérieur, le Sud-Est et le Sud-Ouest). Il les coda ainsi :
| Score | Activité                                               |
| ----- | ------------------------------------------------------ |
| 1     | Partisan de Breckinridge aux élections de 1860         |
| 2     | Partisan de Bell ou Douglas lors des élections de 1860 |
| 3     | 1860-1861 opposant à la sécession                      |
| 4     | Unioniste passif en temps de guerre                    |
| 5     | Défenseur du parti pour la paix                        |
| 6     | Unioniste actif en temps de guerre                     |
| 7     | Partisan du parti unioniste d'après-guerre             |

Baggett affirma que le score de chaque militant était à peu près proportionnel à la probabilité que le militant soit un unioniste du Sud. Il enquêta plus en détail sur la vie de ces unionistes du Sud avant, pendant et après la guerre, en ce qui concerne le lieu de naissance, l'occupation, la valeur de leur domaine, leur nombre d'esclaves, l'éducation, l'activité au parti, la position sur la sécession, la politique de guerre et la politique d'après-guerre.

## Histoire
Au Nord avant la guerre, on croyait largement que les États qui n'avaient pas encore fait sécession pourraient être persuadés de rester au sein de l'Union. Cette idée reposait sur le fait que beaucoup pensaient que le président Lincoln nouvellement élu déclarerait une politique détendue envers le Sud qui apaiserait les tensions. Étant donné qu'il y avait un bon nombre d'unionistes du Sud, vivant dans le Sud, ils espéraient que cette politique délibérée de non-provocation détournerait les extrémistes d'une action irréversible. Si admirables qu'aient pu être leurs sentiments, les déclarations de ces habitants du Nord étaient fortement embellies. En réalité, il y avait moins d'unionistes dans le Sud que ne le pensaient de nombreux habitants du Nord, et ils avaient tendance à être concentrés dans des régions telles que le nord-ouest de la Virginie, l'est du Tennessee et certaines parties de la Caroline du Nord où les propriétaires d'esclaves et les esclaves eux-mêmes étaient peu nombreux. De plus, dans les États qui avaient déjà fait sécession, certaines actions irréversibles avaient déjà eu lieu : des bâtiments fédéraux, des monnaies et des palais de justice avaient par exemple été saisis.
De nombreux soldats du Sud restèrent fidèles lorsque leurs États firent sécession ; par exemple, 40 % des officiers Virginiens de l’armée Américaine restèrent dans l’Union. Pendant la guerre, de nombreux unionistes du Sud se rendirent vers le nord et rejoignirent les armées de l'Union. D’autres se joignirent au mouvement lorsque les armées de l’Union entrèrent dans leurs villes natales du Tennessee, de Virginie, d’Arkansas, de Louisiane et d'ailleurs. Environ 100 000 unionistes du Sud servirent dans l'armée de l’Union lors de la guerre de Sécession, et tous les États du Sud, à l’exception de la Caroline du Sud, créèrent des organisations de troupes blanches.
| État                             | Soldats blancs servant dans l'armée de l'Union (forces non conventionnelles non répertoriées) |
| -------------------------------- | --------------------------------------------------------------------------------------------- |
| Alabama                          | 2 700                                                                                         |
| Arkansas                         | 9 000                                                                                         |
| Floride                          | 1 000 ,                                                                                       |
| Géorgie                          | 2 500                                                                                         |
| Louisiane                        | 5 000                                                                                         |
| Mississippi                      | 545                                                                                           |
| Caroline du Nord                 | 10 000                                                                                        |
| Tennessee                        | 31 000                                                                                        |
| Texas                            | 2 000                                                                                         |
| Virginie et Virginie occidentale | 21 000 à 23 000                                                                               |

Les unionistes du Sud sont mentionnés dans la chanson Marching Through Georgia de Henry Clay Work :
Yes and there were Union men who wept with joyful tears, When they saw the honored flag they had not seen for years; Hardly could they be restrained from breaking forth in cheers,
While we were marching through Georgia.
(Oui et il y avait des hommes de l'Union qui pleuraient de joie,
Quand ils virent le drapeau honoré qu'ils n'avaient pas vu depuis des années;
On pouvait difficilement les empêcher d'éclater en acclamations,
Lorsque nous traversions la Géorgie.)
Les unionistes du Sud furent largement utilisés comme forces anti- guérilla et troupes d'occupation dans les zones de la Confédération occupées par l'Union. Ulysses S. Grant nota :
« Nous avions de nombreux régiments d'hommes braves et loyaux qui se portèrent volontaire malgré les fortes difficultés venant des douze millions d'autres appartenant au Sud ».

## Unionistes du Sud notables

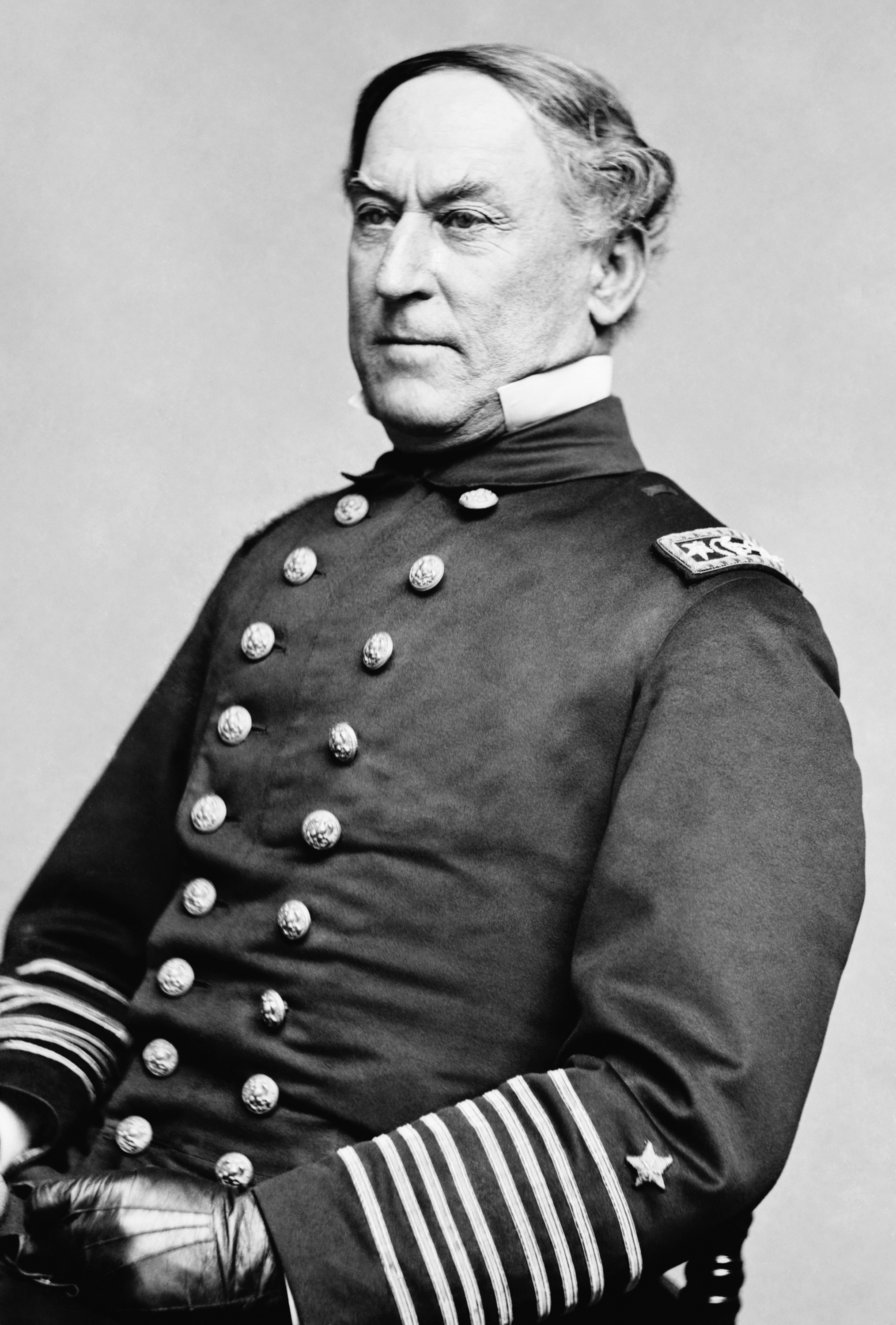
David Farragut (Tennessee) fut nommé rear admiral de l'Union Navy après avoir capturé la Nouvelle-Orléans au printemps 1862.

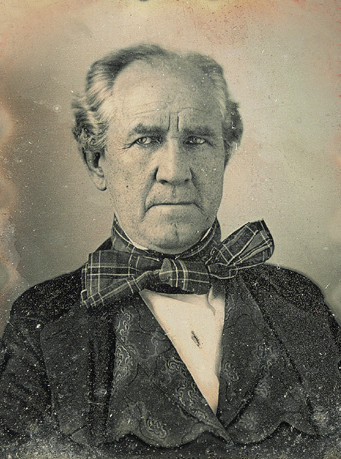
Sam Houston (Texas), ancien président de la république du Texas, était gouverneur du Texas pendant la crise de sécession de 1860-1861 et tenta en vain d'empêcher le Texas de faire sécession.

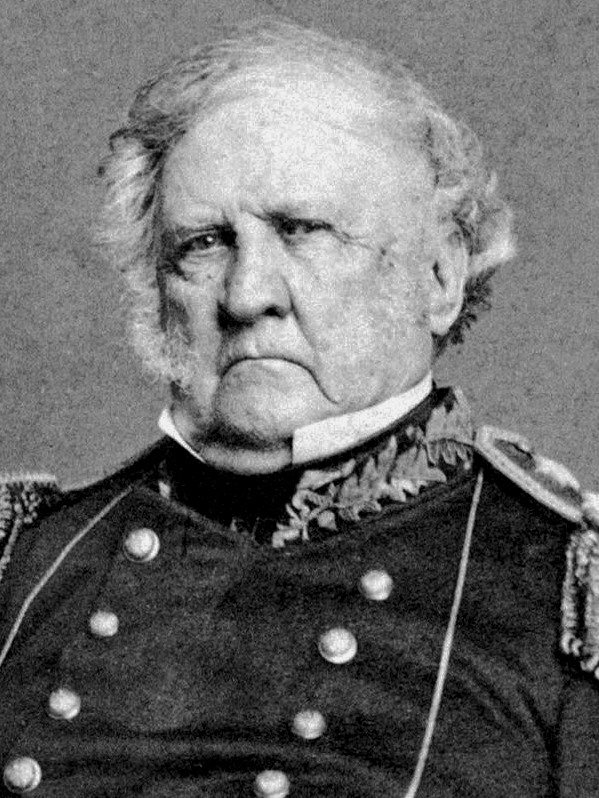
Winfield Scott (Virginie), général en chef de l'armée de l'Union, il était un conseiller militaire d'Abraham Lincoln et élabora le plan Anaconda pour couper la Confédération en deux.

Alabama
- Joseph G. Sanders[21]
- William Hugh Smith

Arkansas
- William Meade Fishback
- Isaac Murphy[22],[23]

Delaware
- William Cannon[24]

Floride
- Ossian Bingley Hart[1]

Géorgie
- Joshua Hill[25]
- Montgomery C. Meigs[21]

Kentucky
- Robert Anderson[26]
- Thomas E. Bramlette[27]
- Robert Jefferson Breckinridge[28]
- Samuel L. Casey
- Cassius Clay
- John J. Crittenden
- Garrett Davis
- George W. Dunlap
- Henry Grider
- Aaron Harding
- John Marshall Harlan[29]
- Joseph Holt[30],[31]
- James S. Jackson
- Robert Mallory
- John W. Menzies
- James Speed and Joshua Fry Speed[32]
- William H. Wadsworth

Louisiane
- John Edward Bouligny[33]
- Benjamin Flanders
- Michael Hahn
- James Madison Wells[21]

Mississippi
- Stephen Duncan[34]
- Newton Knight[35]

Caroline du Nord
- Henry H. Bell
- John Gibbon
- William Woods Holden[36]
- John Pool[37]
- Fabius Stanly
- John A. Winslow

Caroline du Sud
- Francis Lieber[38]
- James L. Petigru[39]

Tennessee
- George Washington Bridges
- William Gannaway Brownlow[40]
- Andrew Jackson Clements
- William Crutchfield[41]
- Emerson Etheridge[42]
- David Farragut[43]
- Fielding Hurst[44]
- Andrew Johnson[45]
- George Washington Kirk
- Horace Maynard
- Thomas Amos Rogers Nelson[46]
- James G. Spears

Texas
- Edmund J. Davis
- Edward Degener[47]
- Thomas H. DuVal[48]
- J. W. Flanagan
- Andrew Jackson Hamilton[49]
- Sam Houston[50],[51]
- Elisha M. Pease[52]

Virginie
- John Minor Botts[53]
- Lemuel J. Bowden
- John S. Carlile[54]
- Philip St. George Cooke
- Samuel Phillips Lee
- Samuel C. Means
- Lewis McKenzie
- Winfield Scott[21]
- Joseph Segar
- William Terrill
- George Henry Thomas
- Charles H. Upton
- Elizabeth Van Lew

Virginie-Occidentale
- Jacob B. Blair
- Arthur I. Boreman[54]
- William G. Brown Sr.
- Sherrard Clemens[54]
- John J. Davis[54]
- Chester D. Hubbard[54]
- Francis Harrison Pierpont[55]
- Kellian Whaley
- Waitman T. Willey[54]

## Voir également
- Carpetbagger, terme péjoratif désignant les Nordistes opportunistes.
- Copperhead, sympathisant Nordiste de la Confédération.
- Congrès de Wheeling, mouvement sécessioniste de la Virginie-Occidentale sur la Virginie en 1861.